# Pravi maček
Pravi maček (izvirno turško Kötü Kedi Şerafettin; angleško Bad Cat) je Turški animiran film studia Anima İstanbul iz leta 2016, ki sta ga režirala Mehmet Kurtuluş in Ayşe Ünal. Glavnim likom so glasove posodili Uğur Yücel, Demet Evgar in Okan Yalabık.

## Igralci
- Uğur Yücel: mačka Shero
- Demet Evgar: mucka Taco en mačka Misscat
- Okan Yalabık: humorist en buldog
- Güven Kıraç: podgana Rıza
- Gökçe Özyol: galeb Rıfkı
- Ahmet Mümtaz Taylan: umetnik Tank
- Yekta Kopan: mačka Black
- Ayşen Gruda: gospodinja, babica Hazel
- Cezmi Baskın: lastnik trgovin Semi
- Ozan Kurtuluş: pes en moški paramedic
- Bülent Üstün: galeb Mertan
- Ayşe Ünal: paramedicka ženska
- Mehmet Kurtuluş: komisar
- Turgut Doğru: policist